# Nowomirskij (obwód rostowski)
Nowomirskij (ros. Новомирский) – osiedle w Rosji, w obwodzie rostowskim, w rejonie azowskim. W 2010 liczyło 1310 mieszkańców.